# Gregory (Texas)
Gregory è un comune degli Stati Uniti d'America, situato in Texas, nella contea di San Patricio.